# Aya Ferfad
Aya Ferfad, née le 17 août 2003, est une kayakiste algérienne.

## Carrière
Aya Ferfad est médaillée d'or en kayak de mer sur 3 000 mètres aux Jeux africains de plage de 2023 à Hammamet.
Elle obtient ensuite la médaille d'or en K1 1 000 mètres, la médaille d'or en K2 200 mètres avec Anfel Arabi ainsi que la médaille d'argent en K2 500 mètres avec Anfel Arabi et la médaille d'argent en K2 500 mètres mixte avec Ayoub Haidra aux Championnats d'Afrique de course en ligne de canoë-kayak 2023 à Abuja, qui sont qualificatifs pour les Jeux olympiques d'été de 2024 à Paris,.